# Karantaba
Karantaba est une localité du Sénégal, située dans le département de Goudomp et la région de Sédhiou, en Casamance, dans le sud du pays.
C'est le chef-lieu de la communauté rurale de Karantaba et de l'arrondissement de Karantaba depuis la création de celui-ci par un décret du 10 juillet 2008. Auparavant Karantaba faisait partie de la région de Kolda
La mosquée de Karantaba figure sur la liste des Sites et Monuments classés.

## Personnalités
L'actuel maire de la commune s'appelle Banding Fossar SOUANE, élu en février 2022.
L'artiste plasticien Viyé Diba est né à Karantaba en 1954
EL HADJI GHAZALY SOLLY et EL HADJI IBRAHIMA SOLLY, chefs religieux connus à travers l'Afrique de l'ouest pour leur savoir et leur éthique.